# Antoniuskolleg
Das Antoniuskolleg ist ein katholisches Gymnasium in Neunkirchen-Seelscheid. Als christliche Schule steht das Antoniuskolleg unter der Trägerschaft der Malteser Deutschland.

Antoniuskonvikt Neunkirchen-erster Bauabschnitt (Ansichtskarte um 1904)

## Geschichte
Das Kolleg hat eine wechselvolle Geschichte erlebt, von der Gründung der ersten höheren Schule in Neunkirchen durch Pfarrer Heinrich Schaaf im Jahre 1899, über die Schließung der Schule während der Zeit des Nationalsozialismus am 25. März 1939, der Wiedereröffnung als Antoniuskolleg im Jahre 1957 unter der Trägerschaft der Salesianer Don Boscos bis hin zur Übernahme der Trägerschaft durch die Malteser Werke im Jahre 2014. Zugleich hat sich das äußere Erscheinungsbild der Schule ständig gewandelt, von dem ersten Teilgebäude des sogenannten Antoniuskonvikts im Jahre 1903, über die Erweiterung im Jahre 1906 bis hin zur Internatserweiterung im Jahre 1959 und dem Schulkomplex des heutigen Antoniuskollegs.

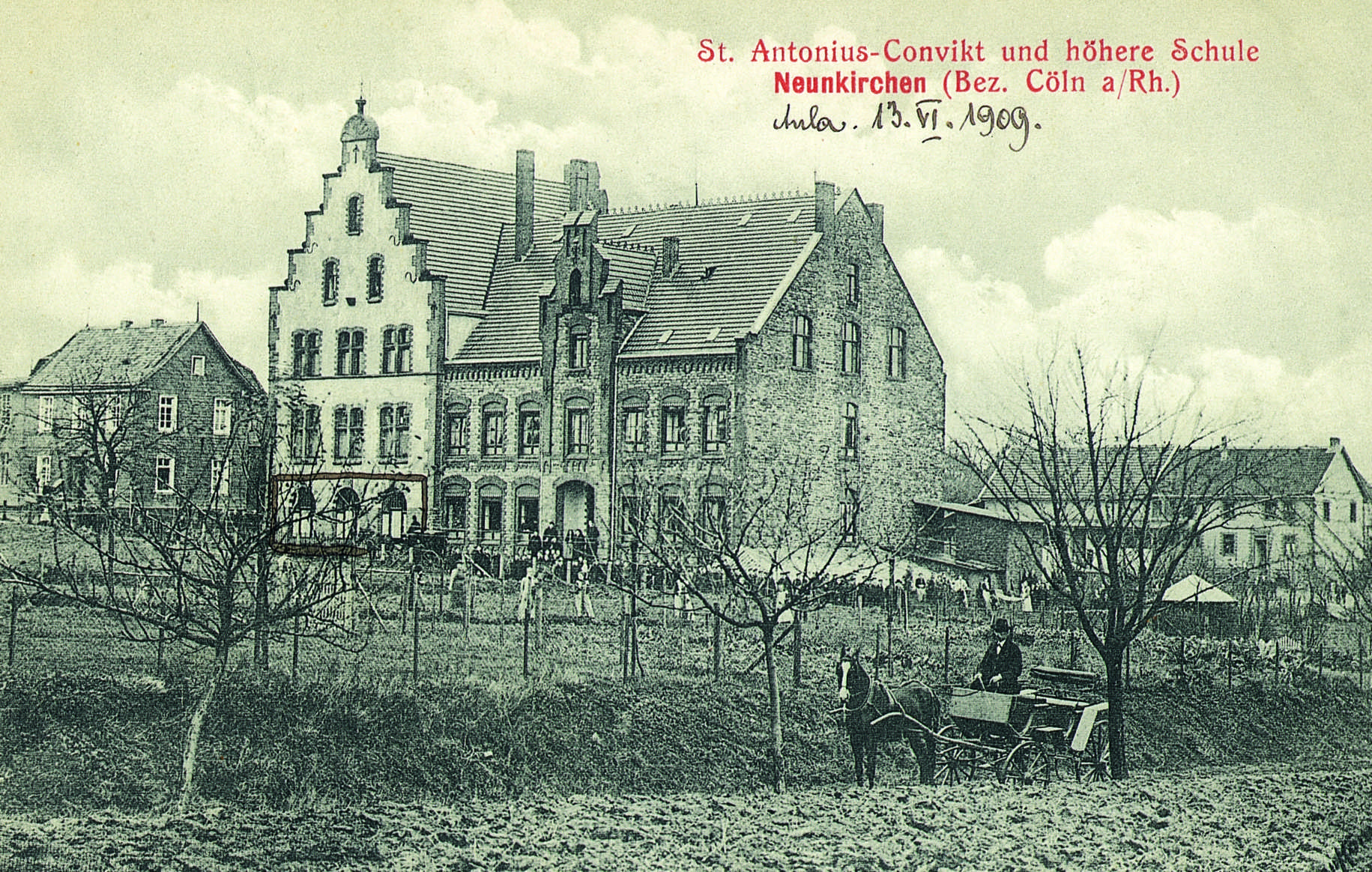
Antoniuskonvikt Neunkirchen-zweiter Bauabschnitt (Ansichtskarte um 1909)

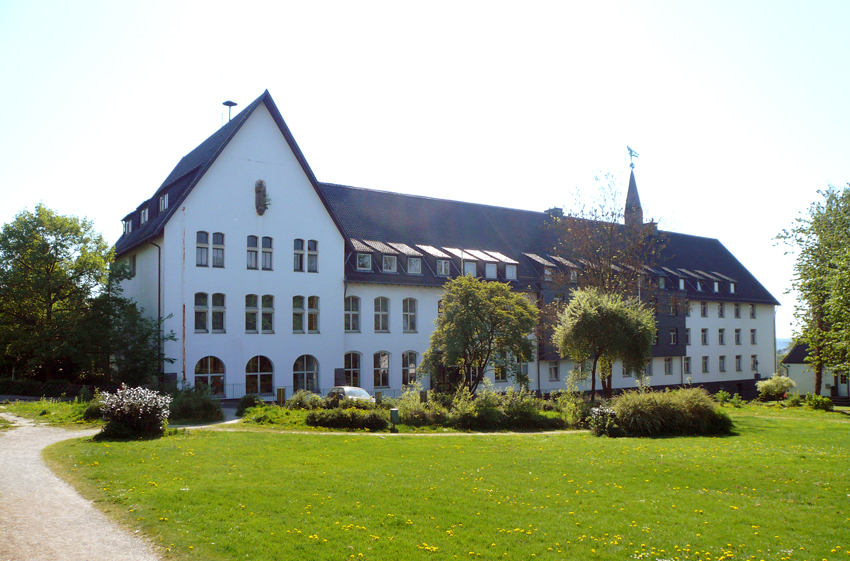
Antoniuskolleg Neunkirchen-nach der Internatserweiterung (1958/59)

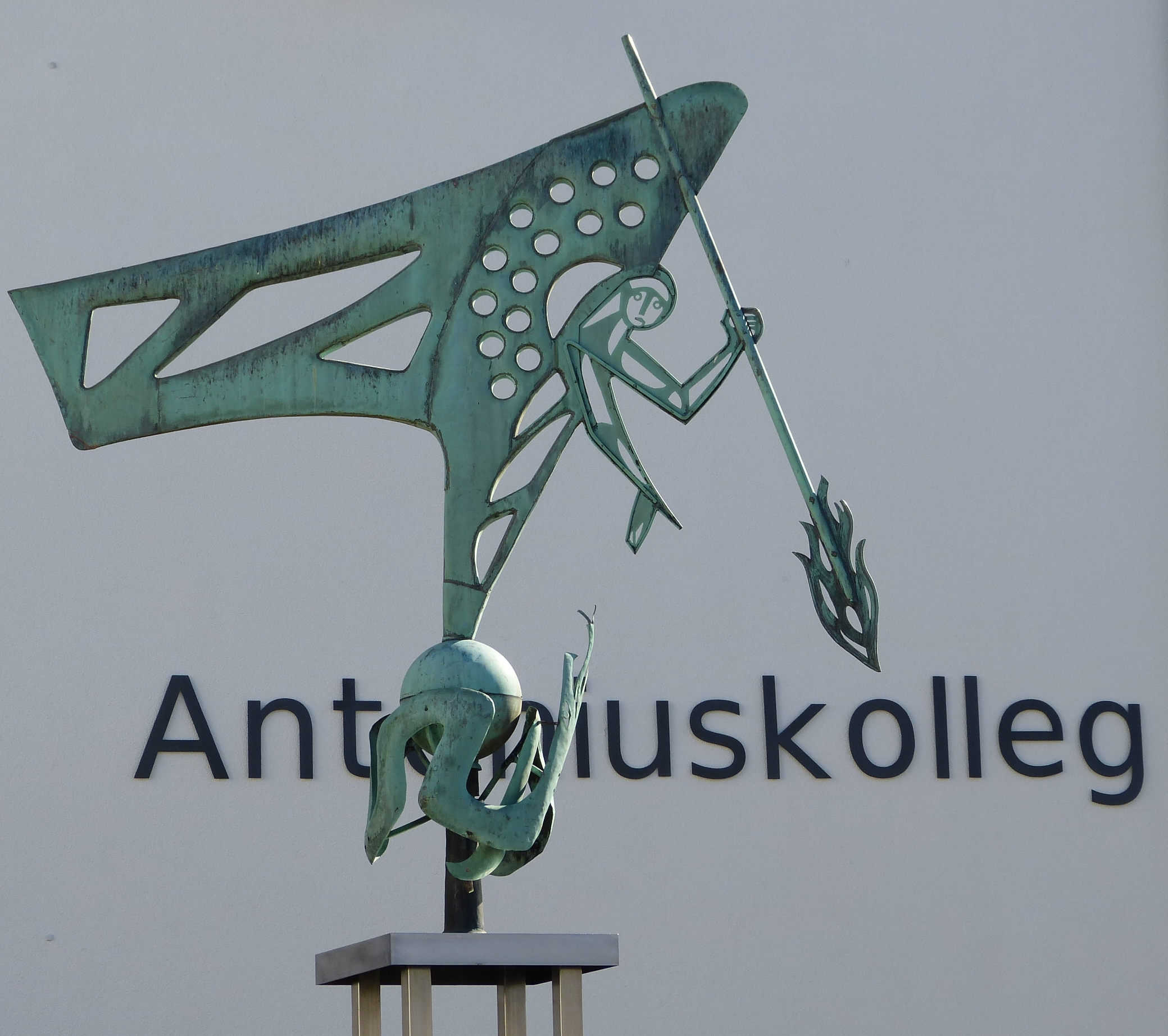
Neuer Standort der Windfahne (2015)

### Von den Anfängen bis zur Schließung durch die Nationalsozialisten (1899–1939)
Im Jahre 1899 gründete Pfarrer Heinrich Schaaf (1858–1959) in seiner Pfarre Neunkirchen die „höhere Schule für Knaben vom Lande“. Für den Unterricht der ersten Klasse, der Anfang Mai 1899 mit 17 Schülern aus der Pfarrei begonnen wurde, wurden der Kuh- und Ziegenstall („Hippenstall“) des alten Pfarrhauses umgebaut. Als die Zahl der Schüler im dritten Jahr (1901/1902) auf 50 angestiegen war, ließ Pfarrer Schaaf die ehemalige Vikarie zum Konvikt ausbauen, um alle Internatsschüler unterbringen zu können. Zugleich erhielt die Schaaf'sche Gründung im Jahre 1901 die staatliche Anerkennung als Privatschule, nachdem Kaplan Heinrich Kesselkaul die Prüfung als Rektor abgelegt hatte. Dementsprechend gilt 1901 als Gründungsjahr der höheren Schule in Neunkirchen, sodass 2001 das hundertjährige Jubiläum des Antoniuskollegs gefeiert werden konnte.
Im Juni 1902 begannen die ersten Arbeiten zum eigentlichen Schul- und Internatsgebäude, nachdem das Schuljahr 1902/1903 mit 72 Schülern gestartet war. Schon Ostern 1903 siedelte man in den bis dahin fertigen ersten Teil des neuen Gebäudes über, zu dessen Schutzherr der hl. Antonius von Padua erwählt worden war. Infolge der Aufnahme neuer Schüler nahm die höhere Schule in Neunkirchen im Schuljahr 1905/1906 eine rasante Entwicklung, sodass Ostern 1906 bereits 238 Jungen die Schule besuchten, von denen über 200 im Konvikt wohnten. Deshalb wurde der zweite Bauabschnitt des neuen Schul- und Internatsgebäudes bereits im September 1906 fertig gestellt. Die Schule umfasste damals die fünf unteren Gymnasialklassen (Sexta bis Obertertia). Nach Abschluss der Obertertia konnten die Schüler aus Neunkirchen das Abitur an der höheren Schule in Wipperfürth ablegen, wo Heinrich Schaaf 1904 das „St. Antonius-Konvikt“ gegründet hatte. Im Jahre 1909 wurde wie in Wipperfürth am Antoniuskonvikt in Neunkirchen eine eigene Kapelle errichtet, die an das ehemalige Vikariegebäude angebaut wurde.
Der Ausbruch des Ersten Weltkrieges im Jahre 1914 und dessen wirtschaftlichen Folgen stoppten den Aufschwung der höheren Schule in Neunkirchen, sodass unbedingt notwendige Erweiterungen der Baulichkeiten immer wieder verschoben werden mussten. Hinzu kam der Tod von Pfarrer Heinrich Schaaf am 23. Januar 1919. In den zwanziger Jahren erholte sich die Einrichtung bald wieder, sodass im Schuljahr 1924/25 mit der Gesamtzahl von 227 Schülern, von denen 205 intern untergebracht waren, nahezu die Belegung der Vorkriegsjahre erreicht war. Ab August 1925 leitete Prälat Peter Lewen (1891–1982) als Direktor die höhere Schule in Neunkirchen, musste jedoch nach 14-jähriger Amtszeit zum 1. April 1939 die Schließung der Schule verkünden, da laut Verordnung der nationalsozialistischen Regierung vom 25. März 1939 Konvikt und höhere Knabenschule in Neunkirchen aufgelöst worden waren.

### Von der Auflösung bis zur Wiedereröffnung (1939–1957)
Nach der Schließung der höheren Schule in Neunkirchen dienten die Baulichkeiten zunächst der Napola und der Lehrerbildung. Gegen Ende des Zweiten Weltkrieges wurden die Räumlichkeiten zum Quartier der sich aus Frankreich zurückziehenden Elitetruppen Adolf Hitlers (1944). Nach Beendigung des Krieges und der Beschlagnahme des Gebäudes durch die Amerikaner im Mai 1945 wurde es als Seuchenlazarett für ca. 150 Soldaten der Alliierten eingerichtet. Ein Jahr später zog das in Köln ausgesiedelte Heim der „Stiftung van Gils“ mit rund 200 Kindern in das Gebäude ein. Wenige Tage nach Eröffnung des Kinderheims wurde in der Kapelle des ehemaligen Konviktes zum ersten Mal wieder der Gottesdienst gefeiert, und zwar am Festtag des hl. Antonius, der nach den Worten von Pfarrer Johannes Scheidt „das Haus sichtbar beschützt habe“.

### Von der Wiedereröffnung (1957) bis heute
Nachdem das Kinderheim der „Stiftung van Gils“ 1956 nach Bergheim-Zieverich verlegt worden war, wurden die beiden 1903 und 1906 vollendeten Gebäude des einstigen Antoniuskonvikts renoviert und umgestaltet. 1957 wurde ein Vertrag zwischen den Salesianern Don Boscos und dem durch Prälat Peter Lewen vertretenen „Verein zur Förderung des höheren Studiums e. V.“ hinsichtlich der Übernahme der Trägerschaft für die wiedereröffnete höheren Schule in Neunkirchen geschlossen. Am 25. April 1957 wurde der Schulbetrieb unter der Bezeichnung „Antoniuskolleg“ mit insgesamt 34 Internatsschülern wieder aufgenommen. 1958 wurde der ein Jahr zuvor begonnene Erweiterungsbau des Internates vollendet und das Schwesternhaus eingeweiht, das der Unterbringung der für die Hauswirtschaft zuständigen Ordensschwestern diente. In einem weiteren Bauabschnitt wurde quer zu der Internatserweiterung ein Trakt errichtet, der im Dezember 1959 durch Prälat Lewen eingeweiht wurde und im Erdgeschoss eine Turnhalle sowie im ersten Obergeschoss eine neue Kapelle beherbergte.
1959 wurde mit den Bauarbeiten für ein neues Schulgebäude begonnen, das im Juni 1961 durch Weihbischof Wilhelm Cleven eingeweiht wurde. Damit waren die Voraussetzungen für die Einrichtung weiterer Schulklassen in dem neuen Gebäude und die Unterbringung der internen Schüler in dem „Altbau“ geschaffen, sodass am 1. Februar 1966 (am Ende eines Kurzschuljahres) das erste Abitur am Antoniuskolleg stattfinden konnte. Bereits ein Jahr zuvor konnte durch die Spende eines Kaufmanns die neue Aula gebaut und vollendet werden (1965), während zwischen 1967 und 1968 für die Internatsschüler ein Freizeitheim (Dominikus-Savio-Haus) errichtet wurde. Durch die erstmalige Zulassung von Mädchen zum Unterricht am Antoniuskolleg im Schuljahr 1970/71 entstand weiterer Platzbedarf, dem zwischen 1974 und 1975 durch den Bau von Schulpavillons entsprochen wurde. Bereits 1976 wurden Überlegungen zur Erweiterung des 1961 fertiggestellten Schulgebäudes angestellt, nachdem die Schülerzahlen mittlerweile so angewachsen waren, dass die Raumprobleme kaum noch bewältigt werden konnten. Folglich wurde 1979 mit dem Bau eines neuen Gebäudeteils für die naturwissenschaftlichen Fachräume und den Verwaltungstrakt begonnen, der im Dezember 1980 durch Kardinal Joseph Höffner (1969–1987) eingeweiht wurde.
Nachdem bereits 1961 die Errichtung einer eigenen Sporthalle als eine der Bedingungen für ein „Vollgymnasium“ genannt worden war, wurde im Oktober 1985 mit dem Bau einer Mehrzweckhalle begonnen, die bereits ein Jahr später eingeweiht werden konnte. Im Sommer 1995 wurden die inzwischen marode gewordenen Schulpavillons abgerissen und durch ein zweistöckiges Schulgebäude (Franz-von-Sales-Haus) ersetzt, das im August 1996 durch Kardinal Joachim Meisner (1988–2014) eingeweiht wurde. Im Februar 1998 wurde der Internatsbetrieb eingestellt, da seit dem Schuljahr 1965/66 die Zahl der Internatsschüler kontinuierlich gesunken war und die Aufrechterhaltung des Internates nicht mehr rentabel war. Zur Jahrtausendwende besuchten 1080 externe Schüler das Antoniuskolleg, das im Jahre 2001 das hundertjährige Jubiläum der höheren Schule in Neunkirchen feiern konnte.
Hatte sich im Jahre 2007 mit dem fünfzigjährigen Jubiläum der Salesianer Don Boscos am Antoniuskolleg bereits ein Rückzug des Ordens von der Trägerschaft angedeutet, so wurde dieser mit der Pressemitteilung vom September 2008 bekannt gegeben, der zufolge die Malteser Werke die Trägerschaft in den nächsten Jahren übernehmen würden. Dieser Schritt war aufgrund des Rückgangs der Ordensmitgliederzahl und der Schwierigkeiten hinsichtlich der Finanzierung der Gebäudesanierung notwendig geworden. Zum 1. August 2014 übernahmen die Malteser Werke gemeinnützige GmbH offiziell die Trägerschaft des Antoniuskollegs. Mit dem Trägerwechsel verknüpft war der grundlegende Umbau- und Ausbau der Schul- und Internatsgebäude, der mit dem Bau eines neuen Fachraumtraktes anstelle des 2006 abgerissenen Schwesternhauses (2012–2013) in Gang gesetzt, mit der Modernisierung der vorhandenen Schulgebäude (2014–2015) fortgesetzt sowie mit dem Abriss des neueren Internatsgebäudes und des Dominikus-Savio-Hauses und der Gestaltung des neuen Eingangsbereiches (2015) vollendet wurde. In diesem Eingangsbereich wurde am 2. Oktober 2015 die „Schutzengel-Figur“ von Heribert Calleen neu aufgestellt und eingeweiht.

## Künstlerische Ausgestaltung der Internatskapelle
Die neue Kapelle, die 1958–1959 im ersten Obergeschoss der Internatserweiterung eingerichtet wurde, erhielt eine künstlerische Ausgestaltung, für welche die Kölner Künstler Heribert Calleen und Manfred M. Ott beauftragt wurden. Während Calleen die Windfahne (Kupfer) in Gestalt eines „Schutzengels“ zur Bekrönung des Dachreiters auf dem ehemaligen Internatsgebäude sowie das Eingangsportal (Eiche), den Tabernakel (Bronze) und die Tabernakelstele (Anröchter Dolomit) schuf, gestaltete Ott die Glasfenster sowie das große Altargemälde der Internatskapelle, das die Anbetung des Lammes durch die Vierundzwanzig Ältesten nach der Offenbarung des Johannes zeigt. Laut Calleens Aussage sollte die Figur des Engels, der mit der Lanze in der Rechten den Drachen zu seinen Füßen bekämpft, die Schüler beschützen, während bei der Öffnung des Eingangsportals zur Internatskapelle der Schlange der Kopf abgerissen wird.

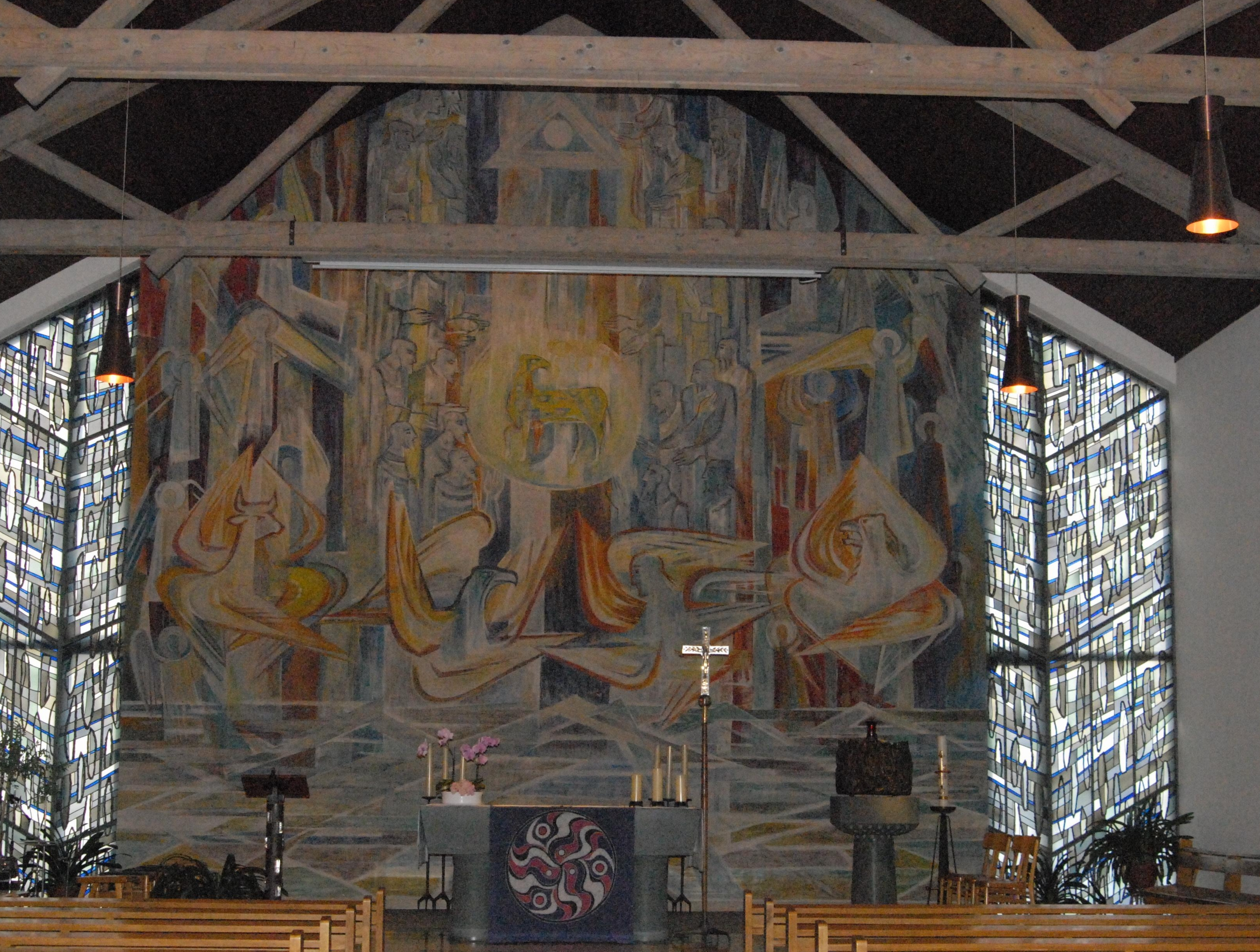
Kapelle mit Altargemälde und Chorfenster (Ott)
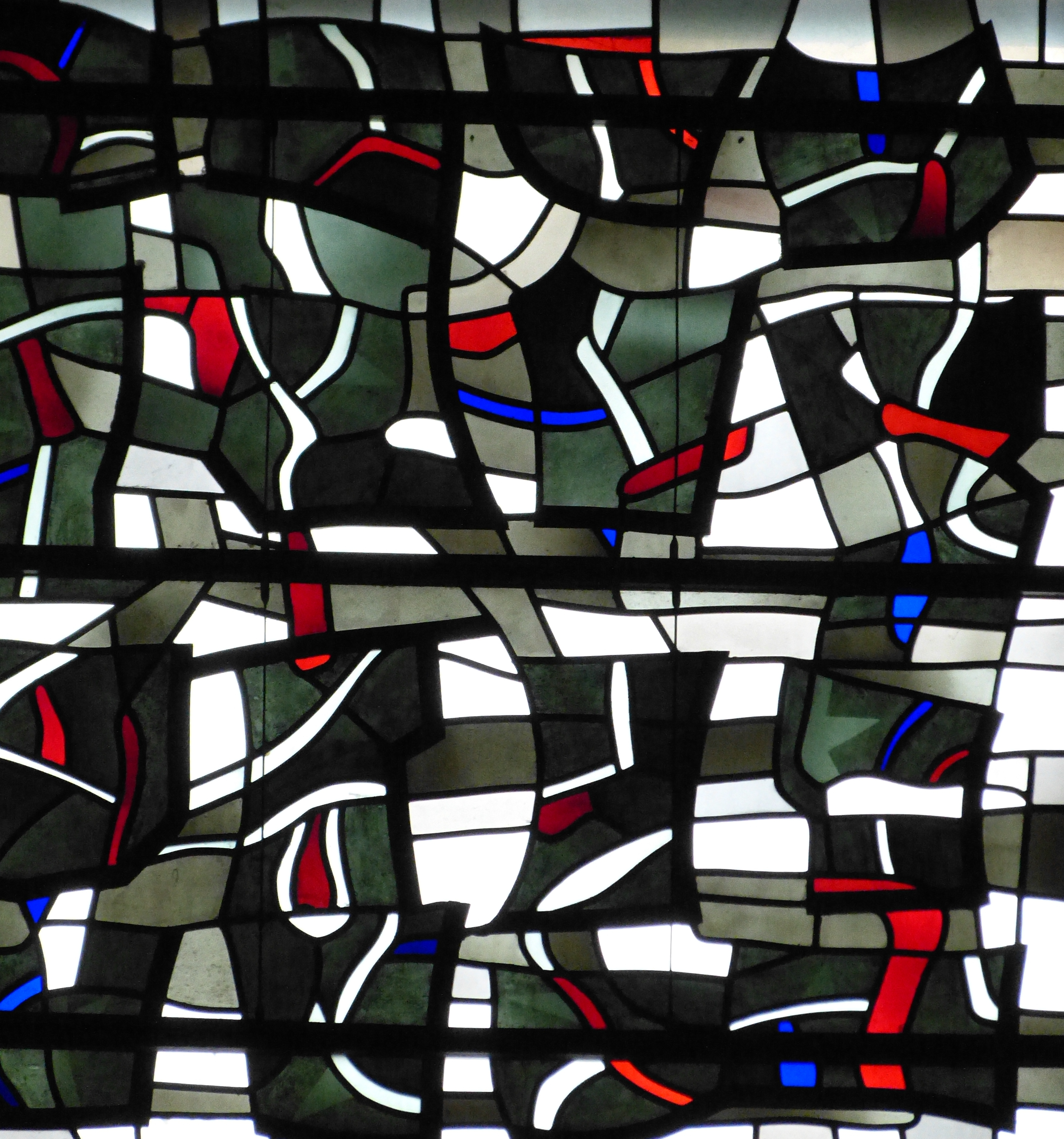
Emporenfenster (Ott)
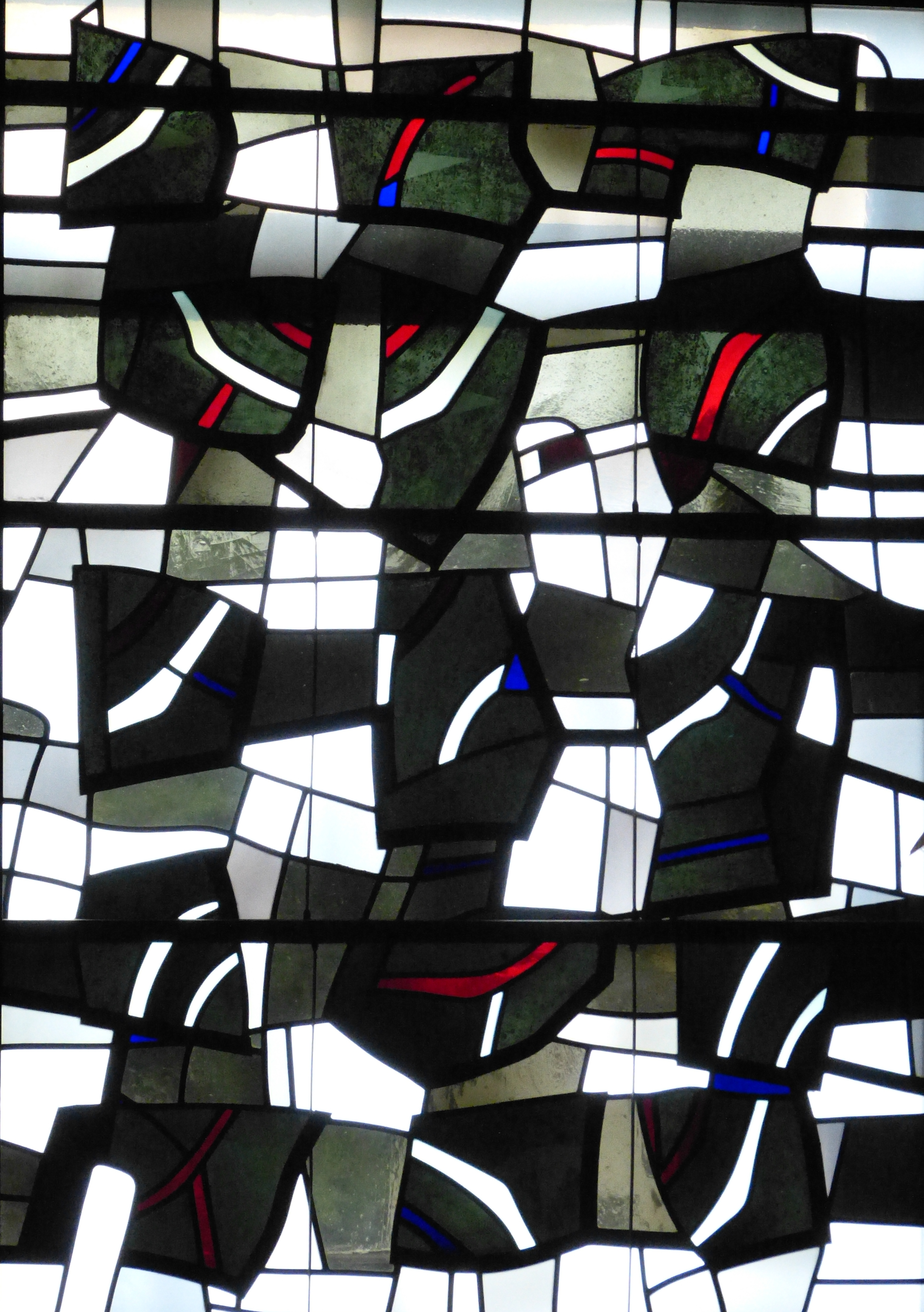
Obergadenfenster (Ott)
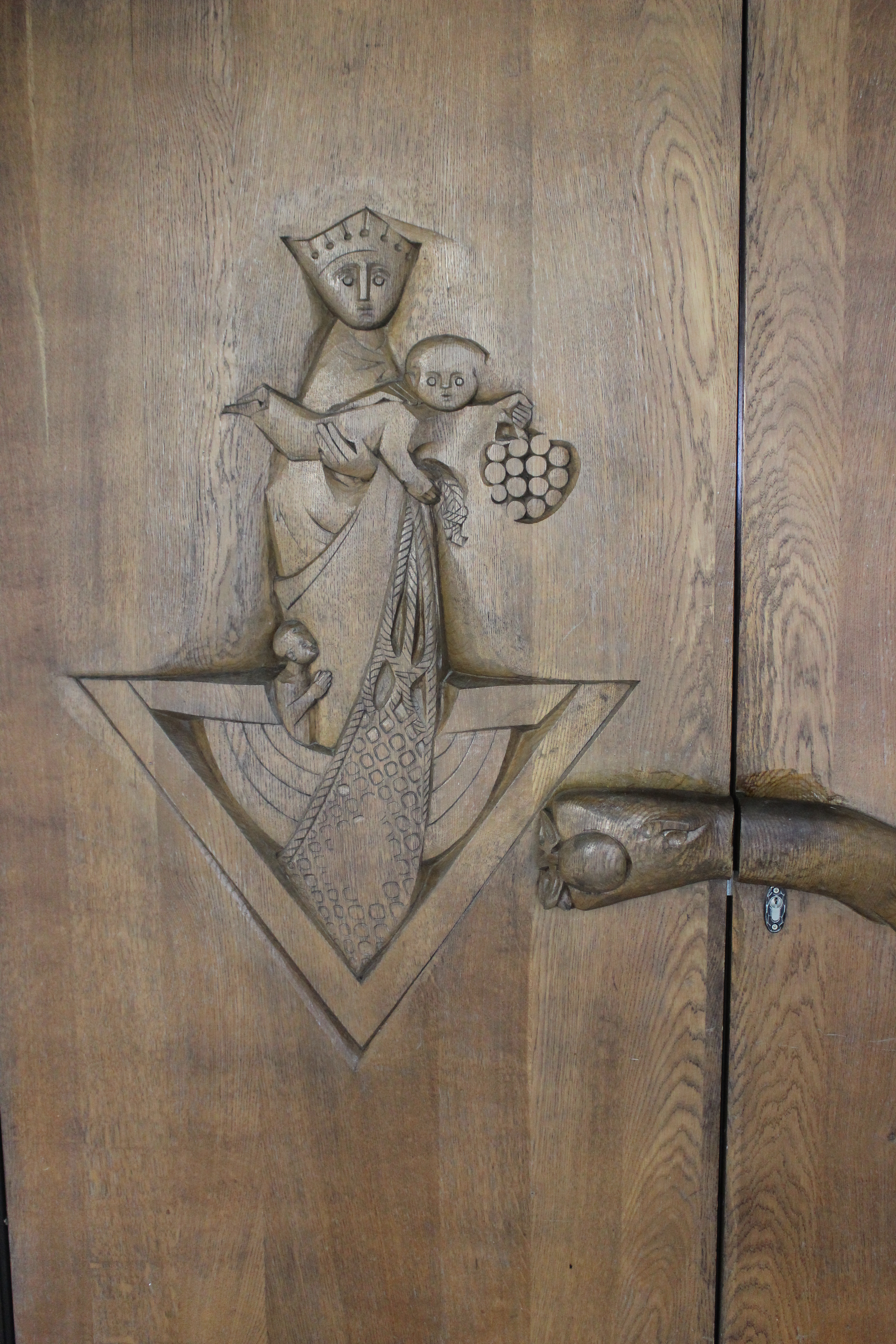
Eingangsportal (Calleen)
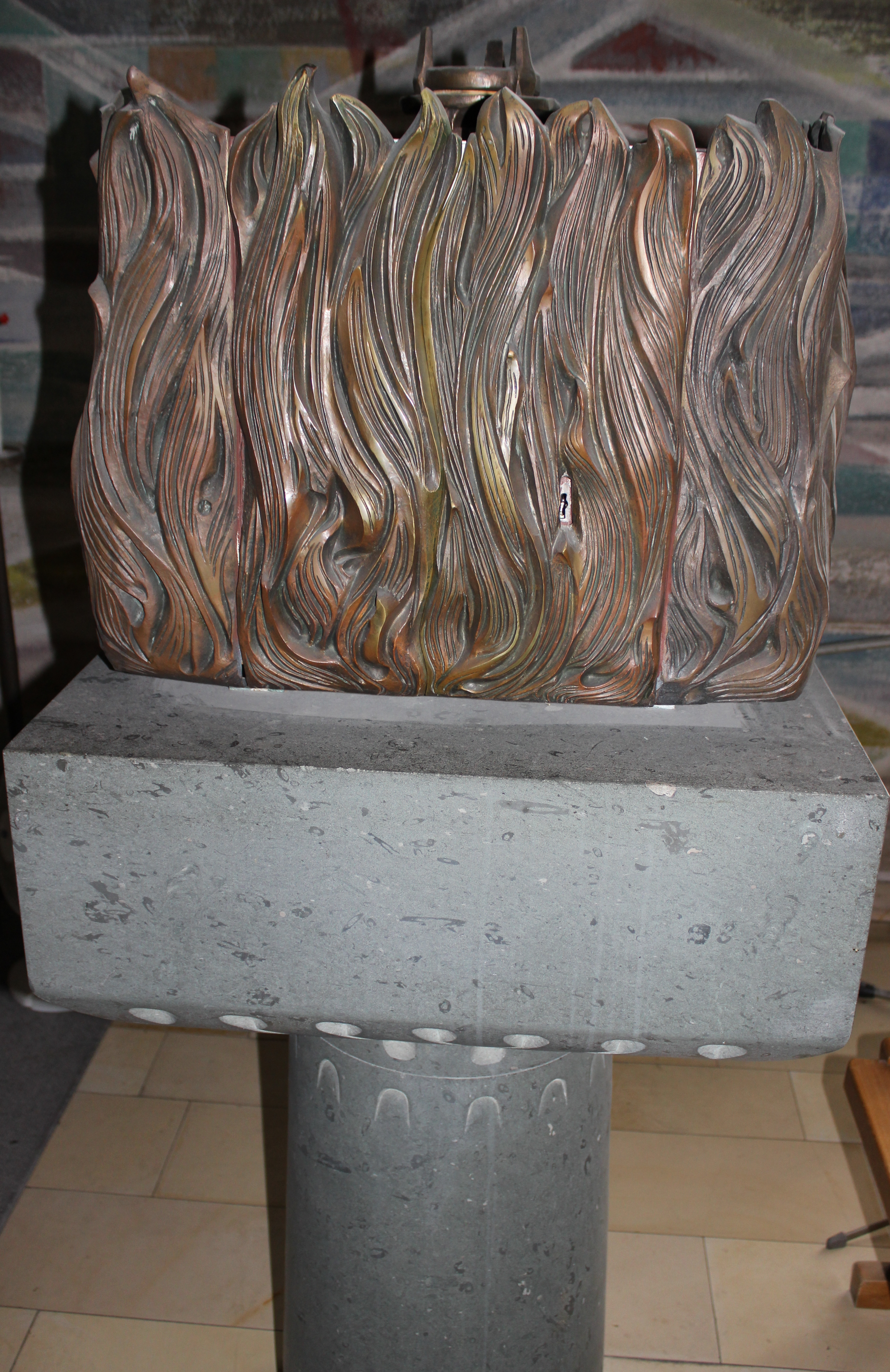
Tabernakel mit Stele (Calleen)
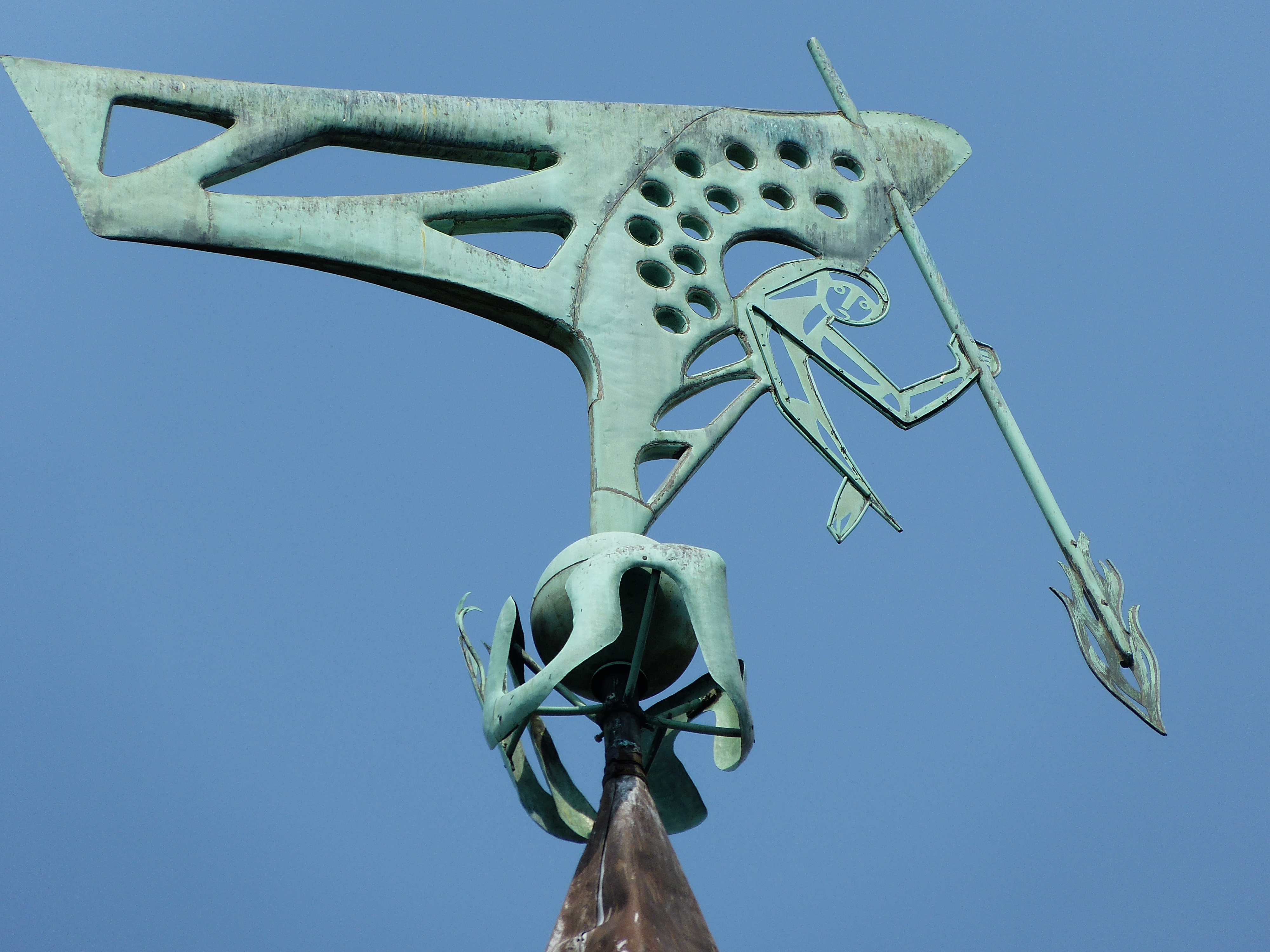
Windfahne auf dem Internat (Calleen)

## Unterricht am Antoniuskolleg
Neben den sprachlichen und musischen Fächer Deutsch, Englisch, Französisch, Latein, Spanisch, Kunst, Musik und Literatur werden Mathematik, Biologie, Physik, Chemie und Informatik im naturwissenschaftlich-mathematischen Bereich sowie im gesellschaftswissenschaftlichen Bereich Philosophie, Geschichte, Erdkunde, Religion, Sozialwissenschaft, Politik und Pädagogik unterrichtet. Hinzu kommt Sport als Fach ohne Fachbereich.
Das Mittagessen können die Schüler in der schuleigenen Mensa zu sich nehmen sowie nachmittags verschiedene Arbeitsgemeinschaften und Angebote belegen.
Bis 2001 fand der Unterricht an sechs Tagen in der Woche statt.
Bis zum Abitur ist das Fach Religion mindestens als Grundkurs zu belegen; das Fach kann auch für die Abiturprüfung gewählt werden.
Im Mai 2007 begann die erste Business-AKademie zur Förderung begabter Schüler, die sich damit einen Vorteil für den Übergang ins Studium oder ins Berufsleben schaffen. Der Kurs beträgt 120 Unterrichtsstunden, dauert ein Jahr und ist gebührenpflichtig. Der Unterricht findet samstags statt, es werden die Fächer Betriebswirtschaftslehre, Investition und Finanzierung, Personalwesen, Volkswirtschaftslehre, Wirtschaftsrecht, Marketing, Wissenschaftliches Arbeiten, Kommunikation und Präsentation und Wirtschaftsethik unterrichtet. Der Kurs endet mit einer Abschlussprüfung. Ebenfalls samstags findet der Unterricht der Technik-AKademie statt, eine Projektidee des Antoniuskollegs, der Hochschule Bonn-Rhein-Sieg und der IHK Bonn/Rhein-Sieg. Den Unterricht erteilen Dozenten aus Wissenschaft, Forschung und Industrie. Anhand eigener Experimente in Laboren und Werkstätten kann das erworbene Wissen vertieft werden.
Die Schulstunden wurden ab dem Schuljahr 2008/2009 von 45 auf 60 Minuten verlängert. Im Rahmen eines Modellversuchs des Kultusministeriums Nordrhein-Westfalen bietet die Schule parallel einen achtjährigen oder neunjährigen Zugang zum Abitur an.

## Persönlichkeiten

### Schüler
- Andreas Pinkwart (* 1960), Politiker (FDP) und Wirtschaftswissenschaftler, ehemaliger Wirtschaftsminister des Landes Nordrhein-Westfalen
- Joe Chialo (* 1970), Musikmanager, Politiker (CDU) und Senator für Kultur, Zusammenhalt, Engagement- und Demokratieförderung von Berlin
- Ralph Caspers (* 1972), Fernsehmoderator, Autor, Drehbuchautor und Schauspieler
- Marcel Siem (* 1980), Golfspieler
- Ole Tillmann (* 1981), deutscher Schauspieler und Moderator
- Julius Stracke (* 1999), deutscher Bläser und Hornist

### Lehrer
- Reinhard Helbing (1933–2013), Provinzial der Norddeutschen Provinz der Salesianer Don Boscos, Direktor der Schule von 1995 bis 2010